# Diller Scofidio + Renfro
Diller + Scofidio ist ein Architekturbüro aus New York City, das vor allem aufgrund derjenigen Werke, die einer dezidiert künstlerischen Konzeption folgen und oft Installationen ähneln, breite Beachtung gefunden hat.

## Elizabeth Diller
Elizabeth Diller (* 1954 in Łódź, Polen) ist eine US-amerikanische Architektin.
Diller studierte zunächst Architektur an der Cooper Union for the Advancement of Science and Art in New York und erhielt 1979 den Bachelor of Architecture Degree. Im gleichen Jahr gründete sie zusammen mit Ricardo Scofidio, den sie während des Studiums kennengelernt hatte, das Architekturbüro Diller + Scofidio. In den Jahren 1981 bis 1991 arbeitete Diller an der Cooper Union als Dozentin und ist seit 1990 an der Princeton University als Professorin tätig. 2004 schloss sich Charles Renfro dem Architekturbüro von Diller und Scofidio als Partner an. Aus diesem Grund wurde das Büro, das zu diesem Zeitpunkt 20 Mitarbeiter umfasste, in Diller Scofidio + Renfro (DS+R) umbenannt. Diller arbeitete bis zu dessen Tod zusammen mit Scofidio in Chelsea (Manhattan).
1999 erhielt sie gemeinsam mit Scofidio ein MacArthur Fellowship. 2008 wurde sie zum Mitglied der American Academy of Arts and Sciences sowie 2011 zum Mitglied der National Academy of Design gewählt.

## Ricardo Scofidio
Ricardo (Merrill) Scofidio (1935–2025) war ein US-amerikanischer Architekt.
Scofidio studierte an der Cooper Union for the Advancement of Science and Art und absolvierte 1960 das Studium mit dem Bachelor of Architecture. 1965 trat Scofidio seinen Dienst als Professor für Architektur an der Cooper Union an und lernte daraufhin Elizabeth Diller kennen. Im Jahr 1979 gründeten beide das Architekturbüro Diller + Scofido. Er lebte und arbeitete zusammen mit Diller in Chelsea (Manhattan).
1999 erhielt er gemeinsam mit Diller ein MacArthur Fellowship. 2011 wurde Ricardo Scofidio zum Mitglied (NA) der National Academy of Design gewählt.
Im Jahr 1955 heiratete Scofidio Allana Jeanne Deserio, mit der er vier Kinder hatte. Sie ließen sich 1979 scheiden. Im Jahr 1989 heiratete er Elizabeth Diller. Er lebte in Manhattan und starb am 6. März 2025 im Alter von 89 Jahren.

## Projekte

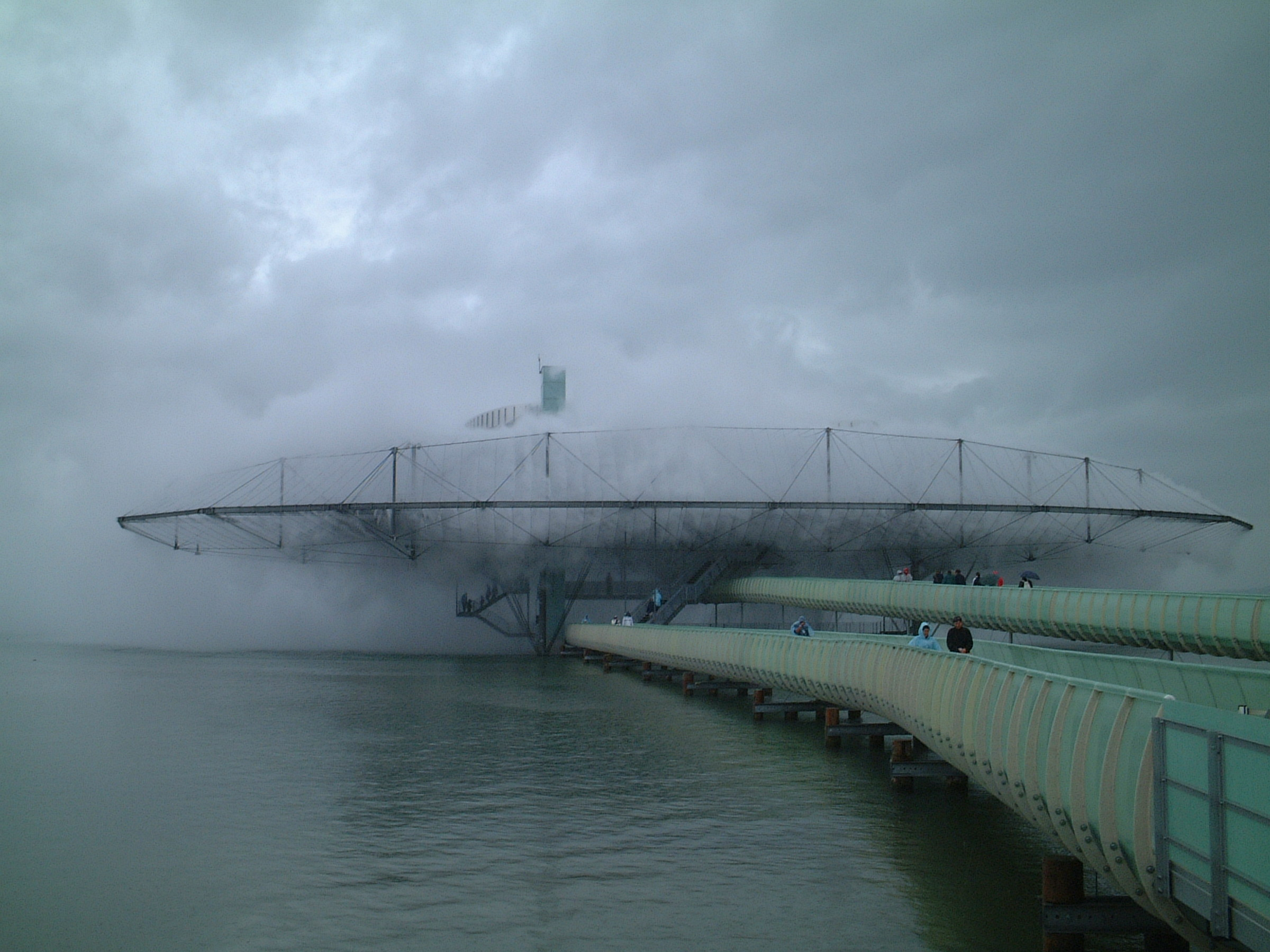
Blur Building auf der Schweizer Landesausstellung 2002.

Zusammen mit Scofidio entwirft Diller neuartige und alternative Architekturkonzepte. Sie konzentrieren sich nicht ausschließlich auf die Architektur, sondern beschäftigen sich ebenso mit verschiedenen Medien und dabei im Besonderen mit Fotografie und Video-Installationen. Dabei werden Designelemente völlig neu kombiniert. Zu den herausragenden Projekten zählen Moving Target, ein Tanzprojekt aus dem Jahr 1996 sowie die Neugestaltung der Brasserie, eines Restaurants im Sockelgeschoss des Seagram Buildings, welches im Jahr 2000 mit dem James Beard Foundation Award für das beste neue Restaurantdesign ausgezeichnet wurde. Weltweite Beachtung fand der Pavillon Blur Building auf der Schweizer Landesausstellung 2002. Die Gebäudehülle wurde bei diesem Pavillon allein durch fein versprühten Wassernebel erzeugt. Für diesen Entwurf erhielten Diller und Scofidio den Progressive Design Award.
2006 wurde nach Entwürfen von Diller Scofidio + Renfro der Neubau des Institute of Contemporary Art in Boston fertiggestellt. 2009 gestaltete das Büro die Alice Tully Hall im Lincoln Center for the Performing Arts neu sowie einen Abschnitt der sogenannten High Line, einer stillgelegten Bahnstrecke.
2007 legten DS+R einen bisher unrealisierten Entwurf für ein technologisch hochkomplexes Ökohaus vor.
Im Jahr 2015 eröffnete in Los Angeles das Kunstmuseum The Broad. 2017 legte das Büro den Entwurf für die bewegliche Überdachung eines Kulturzentrums auf der Westseite Manhattans mit dem Titel The Shed (deutsch: Der Schuppen) vor. 2019 wurde im Rahmen des New Yorker Städtebauprojekts Hudson Yards das The Shed eröffnet.

## Bauten (Auswahl)
- 1979–80: Kinney Plywood House, Croton-on-Hudson[11]
- 2002: Blur Building, Yverdon-les-Bains
- 2015: The Broad, Los Angeles
- 2015–20: Tianjin Juilliard School, Tianjin
- 2017–19: The Shed, New York City

## Schriften
- Elizabeth Diller, Richard Scofidio: Blur: The Making of Nothing, Harry N. Abrams Inc., New York 2002, ISBN 0-8109-2123-5 (englisch).
- Elizabeth Diller, Richard Scofidio: Flesh: Architectural Probes, the outermost surface of the "body" bordering all relations in "space". Princeton Architectural Press, New York 1994, ISBN 1-878271-37-7.